# تنیانکولام
تنیانکولام (به لاتین: Thenniyankulam) یک منطقهٔ مسکونی در سری‌لانکا است که در استان شمالی (سری‌لانکا) واقع شده‌است.